# Тучков, Евгений Александрович
Евге́ний Алекса́ндрович Тучко́в (1892, Теляково, Суздальский уезд, Владимирская губерния — 15 апреля 1957, Москва) — сотрудник ЧК—ГПУ—ОГПУ—НКВД (с 1918—1939); в 1922—1929 годах — начальник 6-го отделения СО ГПУ — ОГПУ. Майор государственной безопасности (1935)

## Биография
Получил четыре класса образования, работал в кондитерской и в кожевенно-обувной мастерской, позднее писарем в тыловых штабах. После революции 1917 года Евгений Тучков вступил в РСДРП.
На службе в ЧК — ГПУ — ОГПУ — НКВД с 1918 года, с мая (по другим сведениям — с декабря) 1922 года по октябрь 1929 года — начальник 6-го отделения СО ГПУ — ОГПУ, к компетенции которого относилась борьба с религиозными организациями в СССР. С октября 1922 года по ноябрь 1929 года — секретарь комиссии по проведению Декрета об отделении церкви от государства при ЦК РКП(б) — ВКП(б) — Антирелигиозной комиссии при ЦК ВКП(б). По роду службы нёс в 1920-е годы непосредственную ответственность за выработку и реализацию религиозной политики. Обновленцы в своём кругу называли его «игуменом», сам же он предпочитал именовать себя «советским обер-прокурором».
В начале 1925 года под руководством начальника 6-го отделения СО ГПУ Евгения Тучкова началась разработка «шпионской организации церковников», которую, по замыслу следствия, возглавлял патриарх Тихон; 21 марта 1925 года последний был допрошен Евгением Тучковым на Лубянке. Из постановления Особого совещания при коллегии ОГПУ от 19 июня 1925 года о прекращении и сдаче в архив дела ввиду смерти подследственного явствует, что существовало «дело № 32530 по обвинению гр. Белавина Василия Ивановича по 59 и 73 ст. ст. УК»; состав преступления по 59-й статье Уголовного кодекса РСФСР от 1 июня 1922 года включал в себя «сношение с иностранными государствами или их отдельными представителями с целью склонения их к вооружённому вмешательству в дела Республики, объявлению ей войны или организации военной экспедиции», что предусматривало смертную казнь с конфискацией имущества.
Евгений Тучков — соавтор, выпускающий редактор «Декларации 1927 года», вынудивший митрополита Сергия поставить свою подпись на документе.

Под руководством тов. ТУЧКОВА и его непосредственном участии была проведена огромная работа по расколу православной церкви (на обновленцев, тихоновцев и целый ряд других течений). В этой работе он добился блестящих успехов.
При его непосредственном участии проводилась в 1921 году работа по изъятию церковных ценностей в пользу голодающих.
В 1923-25 гг. им были проведены два церковных собора (Всесоюзные съезды церковников), на которых был низложен патриарх Тихон и вынесено постановление об упразднении монастырей, мощей, а также о лояльном отношении церкви к Соввласти.
На протяжении ряда лет тов. ТУЧКОВЫМ проводилась серьёзная работа по расколу заграничной православной русской церкви.
Блестяще проведена работа по срыву объявленного папой Римским в 1930 г. крестового похода против СССР.
Под непосредственным руководством и при участии тов. ТУЧКОВА была проделана серьёзнейшая работа по признанию сектантами службы в Красной Армии с оружием в руках, им ликвидирован ряд нелегальных к. р. организаций действовавших под флагом сектантских организаций.
— из «Представления на Евгения Тучкова для получения звания Заслуженного чекиста»

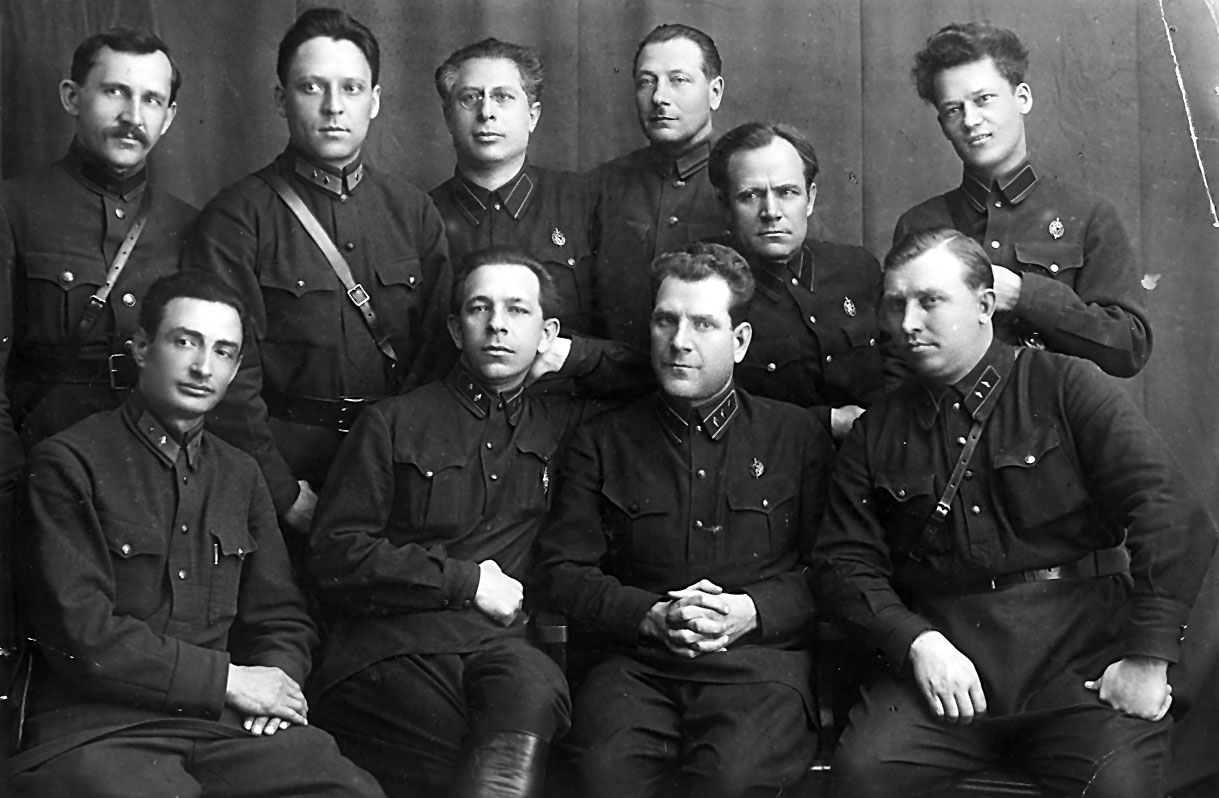
Секретарь Антирелигиозной комиссии Е. А. Тучков (первый ряд, второй справа) среди сотрудников полномочного представительства ОГПУ по Уралу. Осень 1932 года

В марте 1931 года назначен помощником начальника Секретно-политического отдела (СПО) ОГПУ, сохранив за собой пост начальника 3-го отделения СПО, к чьей компетенции относилась агентурно-оперативная работа «по церковникам всех конфессий и сектантам».
С сентября 1932 года непродолжительное время — заместитель полномочного представителя ОГПУ по Уралу. В середине 1930-х годов — на работе в аппарате особоуполномоченного НКВД. В 1939 году уволен из ГУГБ НКВД в звании майора госбезопасности.
C 1939 по 1947 год — ответственный секретарь Центрального союза воинствующих безбожников.